# Alchemilla lobata
Alchemilla lobata é uma espécie de rosácea do gênero Alchemilla, pertencente à família Rosaceae.